# A Favourite Nursery Scene
A Favourite Nursery Scene ist ein britischer Stummfilm aus dem Jahr 1898. Die Komödie wurde auch unter dem Titel A Favourite Domestic Scene gezeigt. Der 1,35-minütige Schwarzweißfilm wurde im August 1898 uraufgeführt und besitzt eine Länge von 24,38 m.

## Filminhalt
Die Mutter bringt zwei ihrer drei Kinder zu Bett. Die Jungen scheinen bereits zu schlafen, als die Tochter aus dem Nachbarzimmer im Zimmer erscheint. Sie weckt ihre Geschwister durch Kitzeln mit einer Feder, und sofort beginnt zwischen den beiden Brüdern eine wilde Kissenschlacht, bei der die Federn der Kopfkissen bald das komplette Zimmer bedecken. Die Mutter greift ein und sorgt für Ruhe.